# Iulopis loveni
Iulopis loveni är en kräftdjursart som beskrevs av Carl Erik Alexander Bovallius 1887. Iulopis loveni ingår i släktet Iulopis och familjen Iulopididae. Inga underarter finns listade i Catalogue of Life.